# Philippe de Corbehem
Philippe de Corbehem of Filips van Corbehem (Duinkerke, gedoopt 15 april 1630 - aldaar, 10 september 1713) was een Vlaams kunstschilder die lokaal succesvol was.
Hij werd gedoopt in de Duinkerkse Sint-Elooiskerk. Van zijn oom en naamgenoot erfde hij de titel heer van Corbehem, gecreëerd in 1551 door keizer Karel V. Hij was welstellend genoeg om niet van zijn penseel te moeten leven. Hij kreeg vijf kinderen uit twee huwelijken. Het schildersvak leerde hij in Duinkerke bij Jan van Rijn. Hij maakte behalve landschappen twee gerechtigheidstaferelen voor de lokale schepenkamer: een Cambysesoordeel (1682) en een Salomonsoordeel (1692). Het eerste is bewaard en sinds 1861 overgebracht naar het lokale Musée des Beaux-Arts.
Onder zijn leerlingen was Mathieu Elias.